# Aleksandra Lis-Plesińska
Aleksandra Lis – polska etnolog, dr hab. nauk humanistycznych, profesor uczelni Wydziału Antropologii i Kulturoznawstwa Uniwersytetu im. Adama Mickiewicza w Poznaniu.

## Życiorys
Uzyskała stopień doktora w dziedzinie socjologii i antropologii społecznej na Uniwersytecie Środkowoeuropejskim w Budapeszcie. 17 września 2019 habilitowała się na podstawie pracy zatytułowanej Współ-wytwarzanie Unii Europejskiej oraz państwa polskiego poprzez działalność różnych aktorów społeczno-politycznych w obszarze polityki energetyczno-klimatycznej. Została zatrudniona na stanowisku adiunkta w Instytucie Etnologii i Antropologii Kulturowej na Wydziale Historycznym Uniwersytetu im. Adama Mickiewicza w Poznaniu.
Objęła funkcję profesora uczelni na Wydziale Antropologii i Kulturoznawstwa Uniwersytetu im. Adama Mickiewicza w Poznaniu.
W l. 2021-22 stypendystka Fulbrighta na University of California w Berkeley (USA).